# Denis Francois
Denis Francois (Charleroi, 28 juni 1971) is een Belgisch voormalig professioneel wielrenner. In 1994 werd hij tweede in Luik-Bastenaken-Luik U23.

## Belangrijkste overwinningen
1994
- Internationale Wielertrofee Jong Maar Moedig
- 3e etappe Ronde van het Waalse Gewest

## Grote rondes
Geen